# Centralpalatset, Örebro

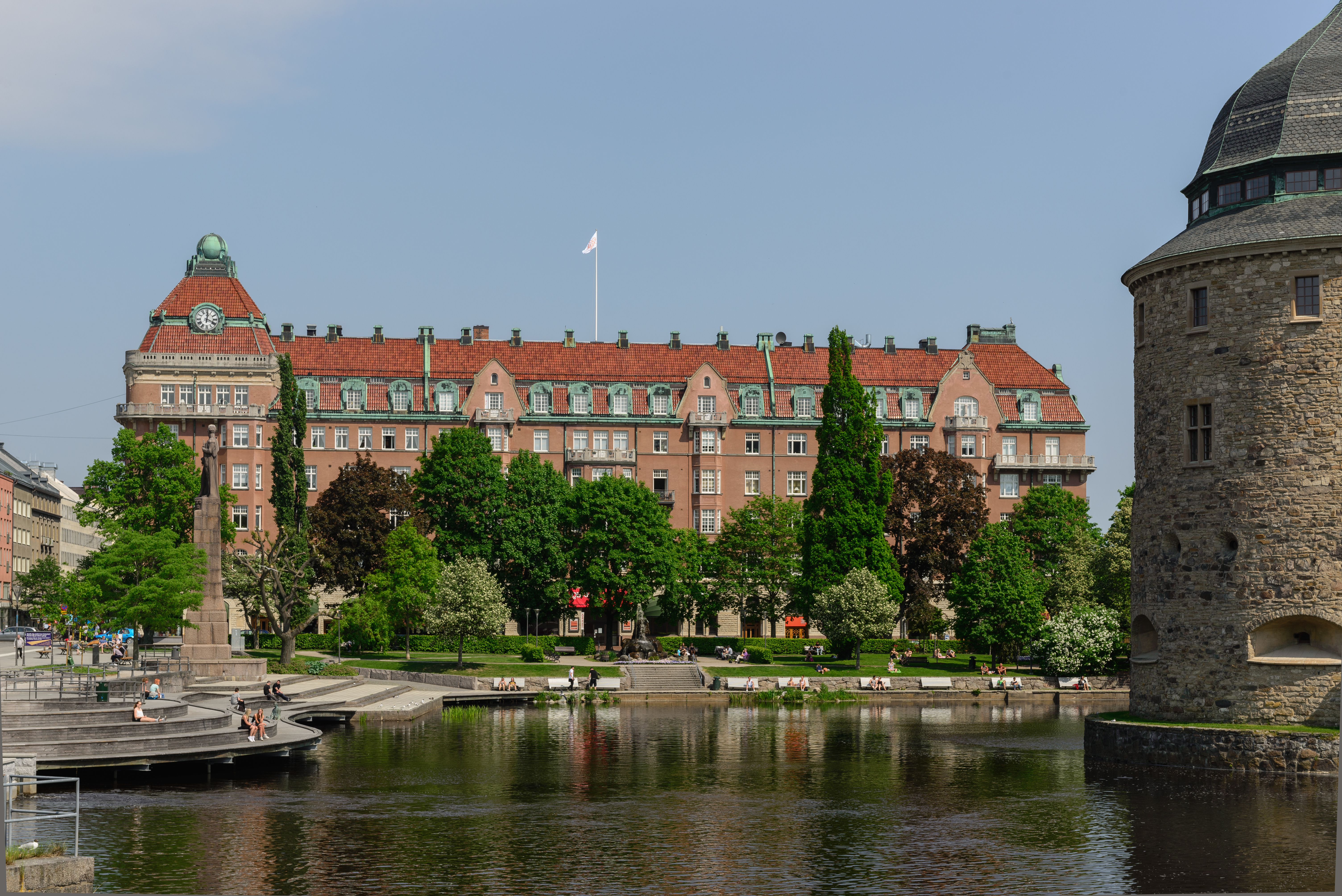
Centralpalatset och Henry Allards park med Svartån och Örebro slott i förgrunden.

Centralpalatset är ett större bostadskvarter i centrala Örebro, vilket uppfördes mellan 1912 och 1913 i jugendstil av Adolf Lindgrens stiftelse. Det ritades av arkitekterna Albert Jonsson och Elis Werner. På platsen där byggnaden uppfördes fanns på 1700-talet Örebro Bränneridirektion, i början av 1800-talet Örebro skola och i slutet av 1800-talet låg Kungliga Telegrafstationen där. Kvarteret ligger mellan Storgatan (som också skapades 1912), Olaigatan och Slottsgatan, vid Svartån, Henry Allards park (tidigare Centralparken) och Järntorget. 
Karaktäristiskt för byggnaden är den stora klockan som sitter längst upp på det sydvästra tornet. Huset har alltid varit en exklusiv och eftertraktad adress i Örebro och hade, vid uppförandet, en osedvanligt hög standard och service. I bottenplanet finns idag en antikhandel, ett konditori, en asiatisk restaurang, liksom Örebro konsthall (tidigare bank) och biografen Roxy, som är stadens äldsta. När Centralpalatset byggdes hette den sistnämnda dock Röda Kvarn. Redan 1905 fanns för övrigt en biograf på denna plats, med namnet Sirius, vilket var en av landets första.